# Ложе (Лашко)
Ложе (словен. Lože) је насеље у општини Лашко, Савињска регија, Словенија.

## Историја
До територијалне реорганизације у Словенији биле су у саставу старе општине Лашко.

## Становништво
У попису становништва из 2011. године, Ложе су имале 102 становника.
| Број становника према пописима | Број становника према пописима | Број становника према пописима |
| ------------------------------ | ------------------------------ | ------------------------------ |
| 1991                           | 2002                           | 2011                           |
| 115                            | 103                            | 102                            |